# Narciso García Sánchez
Narciso García Sánchez (n. 1906) fue un escritor y periodista español.

## Biografía
Afiliado en 1931 a las Juntas Castellanas de Actuación Hispánica (JCAH), posteriormente pasaría a las Juntas de Ofensiva Nacional Sindicalista (JONS). En esta época fue redactor del semanario Igualdad. Amigo personal de Onésimo Redondo, sería uno de sus primeros colaboradores. Debido a sus actividades, llegó a ser detenido por las autoridades republicanas. Tras el estallido de la Guerra civil se unió al Bando sublevado, integrándose posteriormente en FET y de las JONS. 
A mediados de 1938 fue nombrado director del diario Libertad, órgano oficial de FET y de las JONS en Valladolid. Durante algún tiempo ejerció como teniente de alcalde en el Ayuntamiento de Valladolid; en 1948 llegó a asumir brevemente las funciones de alcalde, durante unos días. También fue jefe de la «Vieja Guardia» en Valladolid.
Considerado el primer biógrafo de Onésimo Redondo, en 1956 publicó Onésimo Redondo, una biografía sobre el político vallisoletano. También recopilaría junto a José Antonio Girón de Velasco los escritos y trabajos periodísticos de Redondo, que serían publicados en 1951 bajo el título Obras Completas de Onésimo Redondo.

## Obras
- —— (1956). Onésimo Redondo. Publicaciones Españolas.